# Le Parfum de la dame en noir (film, 1914)
Pour les articles homonymes, voir Le Parfum de la dame en noir.
Pour plus de détails, voir Fiche technique et Distribution.
Le Parfum de la dame en noir est un court métrage muet français réalisé par Émile Chautard et Maurice Tourneur, sorti en 1914.
C'est la toute première adaptation au cinéma du roman éponyme  de Gaston Leroux, paru en 1908.

## Synopsis
Dans cette suite du Mystère de la chambre jaune, Mathilde Stangerson, remariée depuis peu, voit resurgir son premier mari, lequel est  bien décidé à nuire à son bonheur. Joseph Rouletabille va résoudre cette intrigue. 

## Fiche technique
- Réalisation : Émile Chautard, Maurice Tourneur
- Scénario : Maurice Tourneur, d'après le roman éponyme de Gaston Leroux
- Société de production : Société Française des Films Éclair
- Format : Noir et blanc — 35 mm — 1,33:1  — film muet
- Genre : Film policier
- Durée : 45 minutes,  1 220 m
- Date de sortie : 
  - France : juillet 1914

## Distribution
- Marcel Simon : Joseph Rouletabille
- Fernande van Doren
- Maurice de Féraudy
- Jean Garat